# Šu Han
Han (kitajsko 漢), v zgodovinopisju znan kot Šu Han (蜀漢) [ʂù xân] ()) ali Dži Han (季漢, Mlajši Han), pogosto skrajšano na Šu (kitajsko 蜀, pinjin Shǔ), je bila kitajska dinastična država in ena od treh velikih držav, ki so v obdobju treh kraljestev tekmovale za prevlado na Kitajskem. 
Država je obsegala ozemlje okoli sedanjega Handžonga, Sečuan, Čongčing, Junan, Guidžov in severni Guangši. Območje se je zgodovinsko imenovalo Šu, ker se je približno ujemalo z ozemljem Lju Bangovega kraljestva Han, uredhodnikom dinastije Han. 
Ustanovitelj Šu Hana Lju Bej (cesar Džaolie), je svojo dinastijo poimenoval Han, saj jo je imel za stransko vejo dinastije Han in s tem za zakonito naslednico prestola Hana. Predpono Šu je prvič uporabila rivalska država Cao Vej, da bi ovrgla trditve Šu Hana. Kasneje je za opis Lju Bejevega Hana  predpono Šu uporabil tudi zgodovinar Čen Šov v Zapisih  treh kraljestev, tudi on zato, da bi jo razlikoval od mnogih drugih kitajskih držav, uradno imenovanih Han.

## Zgodovina

### Začetki in ustanovitev
Proti koncu dinastije Vzhodni Han je Lju Bej, vojskovodja in daljni sorodnik cesarskega klana Han, zbral podporo številnih sposobnih privržencev in po nasvetu svojega svetovalca Džuge Ljanga leta 208 in 209 osvojil dele province Džing (sedanji Hubej in Henan). Med letoma 212 in 214 je od vojskovodje Liu Džanga prevzel provinco Ji (današnja Sečuan in Čongčing) in se leta 219 pred svojim tekmecem Cao Caom boril za nadzor nad Handžongom. Po teh dogodkih se je Lju Bej razglasil za kralja Handžonga. 
Z ozemlji, ki jih je pridobil, je Lju Bej utrdil svoj položaj na Kitajskem. Leta 219 je bilo zavezništvo med Lju Bejem in Sun Čuanom prekinjeno, ko je Sun poslal svojega generala Li Menga, da napade provinco Džing, in Lju Bej je izgubil tamkajšnje ozemlje. Lju Bejevega generala Guan Juja, ki je branil  Lju Bejeve posesti, je Sun Čuanova vojska ujela in nato usmrtila. 
Cao Cao je umrl leta 220. Nasledil ga je njegov sin Cao Pi, ki je prisilil cesarja Šjana, zadnjega vladarja Hana, da se je odrekel prestolu v njegovo korist. Cao Pi je nato ustanovil državo Cao Vej in se razglasil za cesarja. Lju Bej je izpodbijal Cao Pijevo zahtevo po prestolu in se leta 221 razglasil za cesarja Hana. Čeprav Lju Bej na splošno velja za ustanovitelja Šu Hana, nikoli ni trdil, da je ustanovitelj nove dinastije. Na Šu Han je namreč gledal kot na nadaljevanje dinastije Han.

### Lju Bejeva vladavina
Lju Bej je kot cesar vladal manj kot tri leta. Leta 222 je sprožil kampanjo proti Sun Čuanu, da bi ponovno zavzel provinco Džing in se maščeval Guan Juju. Kampanja je dosegla vrh v bitki pri Šjaotingu, v kateri je bil Lju Bej zaradi resnih taktičnih napak hudo poražen in izgubil večji del svoje vojske. Bitko je preživel in se umaknil v Bajdičeng, kjer je leto kasneje umrl zaradi bolezni.

### Lju Šanova vladavina
Lju Bej je pred smrtjo imenoval kanclerja Džuge Ljanga in generala Li Janga za regenta svojega sina Lju Šana. Mladi Lju Šan je bil star komaj 16 let in zato najmlajši med vladarji treh kraljestev. Število prebivalcev Šuja ni bilo dovolj veliko, da bi se lahko učinkovito zoperstavilo veliko močnejšemu Veju. Imel je tudi omejene vire, zato se je regent Džuge Ljang dogovarjal za mir z Vujem in ponovno potrdil zavezništvo s Sun Čuanom.  Za okrepitev oblasti Šu Hana v oddaljeni južni regiji Nandžong je Džuge Ljang leta 225 tja poslal vojsko, da bi zadušila lokalne upore. 
Džuge Ljang je zagovarjal agresivno politiko do Veja, ker je trdno verjel, da je ključnega pomena za preživetje Šuja in njegovo suverenost. Med letoma 228 in 234 je sprožil pet vojaških pohodov proti Veju, da bi osvojil strateško pomemben Čangan na cesti proti  prestolnici Veja Luojangu. Šu Han na teh pohodih ni dosegel  pomembnejših zmag ali trajnih pridobitev.  
Po smrti Džuge Ljanga so vlado Šu Hana vodili Džjang Van, Fej Ji in agresivna politika do Veja je prenehala. Leta 244 je regent Veja Cao Šuang začel invazijo na Handžong. Njegovo številčno premočno vojsko so sile Šu Hana premagale v bitki pri Šingšiju. Ponižana vojska Veja je zbežala. Med letoma 247 in 262 je general Šuja Džjang Vej obnovil Džuge Ljangovo politiko in sprožil niz pohodov proti Veju, vendar tudi on ni dosegel pomembnejših ozemeljskih pridobitev. 

### Padec Šuja
Leta 263 so vojske vejskih generalov Deng Aja in Džong Huja napadle Šu in brez večjih bojev osvojile prestolnico Čengdu. Istega leta se je Lju Šan predal Deng Aju, kar je pomenilo konec Šuja. Poskus upora za oživitev Šuja so sile Veja zadušile. Voditelji upornikov so bili v bojih ubiti. 
Lju Šan se je v Luojangu srečal s Sima Džaom in dobil naziv vojvoda Anleja. V Luojangu je živel udobno in mirno življenje do svoje smrti. 

## Gospodarstvo
Šu Han je začel gradnjo številnih namakalnih sistemov in cest, da bi  izboljšal svoje gospodarstvo. Mnoga od teh javnih del še vedno obstajajo in se uporabljajo. Takšen je na primer jez Dzipingpu blizu Čengduja v Sečuanu. Ta dela se lahko razumejo kot začetek gospodarske dejavnosti v Sečuanu. Šu Han je tudi spodbujal trgovino z južno Kitajsko, ki ji je takrat vladal Vzhodni Vu.

## Seznam cesarjev
| Tempeljsko ime | Posmrtno ime            | Družinsko in osebno ime | Vladanje | Obdobje in trajanje                                                                               | Opombe |
| -------------- | ----------------------- | ----------------------- | -------- | ------------------------------------------------------------------------------------------------- | --- |
| Ljedzu 烈祖    | Cesar Džaolje 昭烈皇帝  | Lju Bej 劉備            | 221–223  | - Džangvu 章武 (221–223)                                                                          | Lju Bej se v nekaj zgodovinskih besedilih omenja tudi kot "Pozni cesar" (先帝). |
| (N/A)          | Cesar Šjaohuaj 孝懷皇帝 | Lju Šan 劉禪            | 223–263  | - Džjanšing 建興 (223–237) - Janši 延熙 (238–257) - Džjangjao 景耀 (258–263) - Janšing 炎興 (263) | Lju Šanu je dinastija Džin po smrti podelila naslov "Si, vojvoda Anleja" (安樂思公). Kasneje je bil počaščen tudi z nazivom "Cesar Šjaohuaj" (孝懷皇帝). Lju Šan se v nekaterih zgodovinskih besedilih omenja kot "Kasnejši gospod" (後主). |